# Fleet Foxes
Fleet Foxes – pochodzący z Seattle w USA zespół folk rockowy, którego płyty wydaje wytwórnia Sub Pop i Bella Union. Zespół powstał w 2006 roku i stał się bardziej znany po wydaniu drugiej EP pod tytułem Sun Giant. W czerwcu 2008 roku wydał debiutancki album zatytułowany Fleet Foxes, który uzyskał bardzo pozytywne recenzje w prasie muzycznej. W 2009 roku wystąpił na festiwalu Roskilde.
W maju 2011 ukazał się drugi album zespołu pod tytułem Helplessness Blues.
Zespół zagrał wraz z Portishead na lipcowym koncercie w Poznaniu oraz na koncercie kameralnym w ramach Festiwalu Ars Cameralis w Chorzowie.
W latach 2013–2016 działalność zespołu była zawieszona.
Trzeci album grupy – Crack-Up zapowiedziany jest na 16 czerwca 2017 roku.

## Dyskografia
Albumy
- Fleet Foxes (2008) UK #3, US #36
- Helplessness Blues (2011) UK #2, US #4
- Crack-Up (2017)

EP
- Fleet Foxes (2006)
- Sun Giant (2008)

Single
- White Winter Hymnal (2008) UK #77
- He Doesn't Know Why (2008)
- Mykonos (2009) UK #53
- Your Protector (2009)
- Your Protector (2009)
- Helplessness Blues/Grown Ocean (2011)
- Battery Kinzie (2011)
- Third of May / Ōdaigahara (2017)

## Członkowie
- Robin Pecknold: śpiew, gitara
- Skyler Skjelset: gitara prowadząca, mandolina
- Christian Wargo: bas, gitara, wokal
- Casey Wescott: instrumenty klawiszowe, wokal
- Josh Tillman : perkusja, wokal, aranżacje